# Jean-Jacques Andrien
Jean-Jacques Andrien (Verviers, 1 de juny de 1944) és un director i productor de cinema belga. Le Monde considera la seva pel·lícula Le Grand Paysage d'Alexis Droeven (1981), com la primera gran pel·lícula d'un cinema való Aquesta pel·lícula aborda dos problemes; la primera és la de la regió de Bèlgica, lloc d'un amarg conflicte entre els habitants flamencs i valons, i la segona la d'uns canvis dramàtics que han afectat el món agrícola. La pel·lícula es va presentar al 31è Festival Internacional de Cinema de Berlín on va guanyar una menció d'honor.

## Filmografia
Com a director
- 1972 : La pierre qui flotte (curtmetratge)
- 1972 : Le rouge, le rouge et le rouge (curtmetratge)
- 1975 : Le fils d'Amr est mort
- 1981 : Le Grand Paysage d'Alexis Droeven
- 1984 : Mémoires (documental)
- 1989 : Australia
- 2012 : Il a plu sur le grand paysage (documental)

Com a productor
- 1986 : Genesis de Mrinal Sen
- 1989 : Hoppla ! (documental) de Wolfgang Kolb
- 1991 : Parfois trop d'amour de Lucas Belvaux
- 1995 : Chiens errants (curtmetratge) de Yasmine Kassari
- 2000 : Linda et Nadia (curtmetratge) de Yasmine Kassari
- 2001 : Quand les hommes pleurent (documental) de Yasmine Kassari
- 2004 : L'Enfant endormi de Yasmine Kassari